# AGOVV in het seizoen 1961/62
Het seizoen 1961/1962 was het achtste jaar in het bestaan van de Apeldoornse betaaldvoetbalclub AGOVV. De club kwam uit in de Eerste divisie A en eindigde daarin op de achtste plaats, dit betekende rechtstreekse degradatie naar de Tweede divisie. Tevens deed de club mee aan het toernooi om de KNVB beker, hierin werd in de tweede ronde verloren van Heracles (3–4).

## Wedstrijdstatistieken

### Eerste divisie A
|       | Alkmaar '54 | BVV   | D.F.C. | DHC   | Eindhoven | Fortuna | Go Ahead | 't Gooi | Haarlem | Helmond | KFC   | Leeuwarden | Sittardia | Stormvogels | SVV   | Veendam | Vitesse |
| ----- | ----------- | ----- | ------ | ----- | --------- | ------- | -------- | ------- | ------- | ------- | ----- | ---------- | --------- | ----------- | ----- | ------- | ------- |
| Thuis | 1 – 1       | 3 – 1 | 2 – 0  | 3 – 1 | 0 – 1     | 0 – 3   | 1 – 1    | 3 – 1   | 6 – 3   | 5 – 2   | 3 – 0 | 4 – 1      | 3 – 0     | 2 – 0       | 3 – 3 | 1 – 1   | 5 – 2   |
| Uit   | 1 – 5       | 0 – 4 | 1 – 0  | 2 – 0 | 4 – 1     | 2 – 2   | 1 – 1    | 2 – 2   | 2 – 3   | 3 – 1   | 0 – 0 | 4 – 4      | 2 – 2     | 0 – 2       | 1 – 0 | 4 – 0   | 2 – 1   |

### KNVB beker
| 2e ronde                                  | Heracles                                     | 4 – 3 (3 – 1) | AGOVV                                      |
| 31 maart 1962 Plaats: Almelo Bornsestraat | Joop Schuman 4', 32', –' Herman Vrielink 18' |               | 10' Joop Hartjes Henk Kanselaar Wim Bakker |

## Statistieken AGOVV 1961/1962

### Eindstand AGOVV in de Nederlandse Eerste divisie A 1961 / 1962
| Stand | Gespeeld | Gewonnen | Gelijk | Verloren | Punten | Doelpunten voor | Doelpunten tegen |
| ----- | -------- | -------- | ------ | -------- | ------ | --------------- | ---------------- |
| e     | 34       | 15       | 10     | 9        | 40     | 73              | 52               |

### Topscorers
| #                 | Naam            | Goal |
| ----------------- | --------------- | ---- |
| 1.                | Joop Hartjes    | 20   |
| 2.                | Sietze de Vries | 18   |
| 3.                | Freek Kraijer   | 15   |
| 4.                | Wim Bakker      | 5    |
| 4.                | Jaap Vellekoop  | 5    |
| 6.                | Henk Kanselaar  | 4    |
| 7.                | Jan Nijman      | 2    |
| 8.                | Wim Bisschop    | 1    |
| 8.                | Kees Nijdeken   | 1    |
| 8.                | Martin Proost   | 1    |
| Onbekend doelpunt |                 |      |
| –                 | Onbekend        | 1    |
| Totaal            | Totaal          | 73   |

| #      | Naam           | Goal |
| ------ | -------------- | ---- |
| 1.     | Wim Bakker     | 1    |
| 1.     | Joop Hartjes   | 1    |
| 1.     | Henk Kanselaar | 1    |
| Totaal | Totaal         | 3    |